# Islám ve Francii

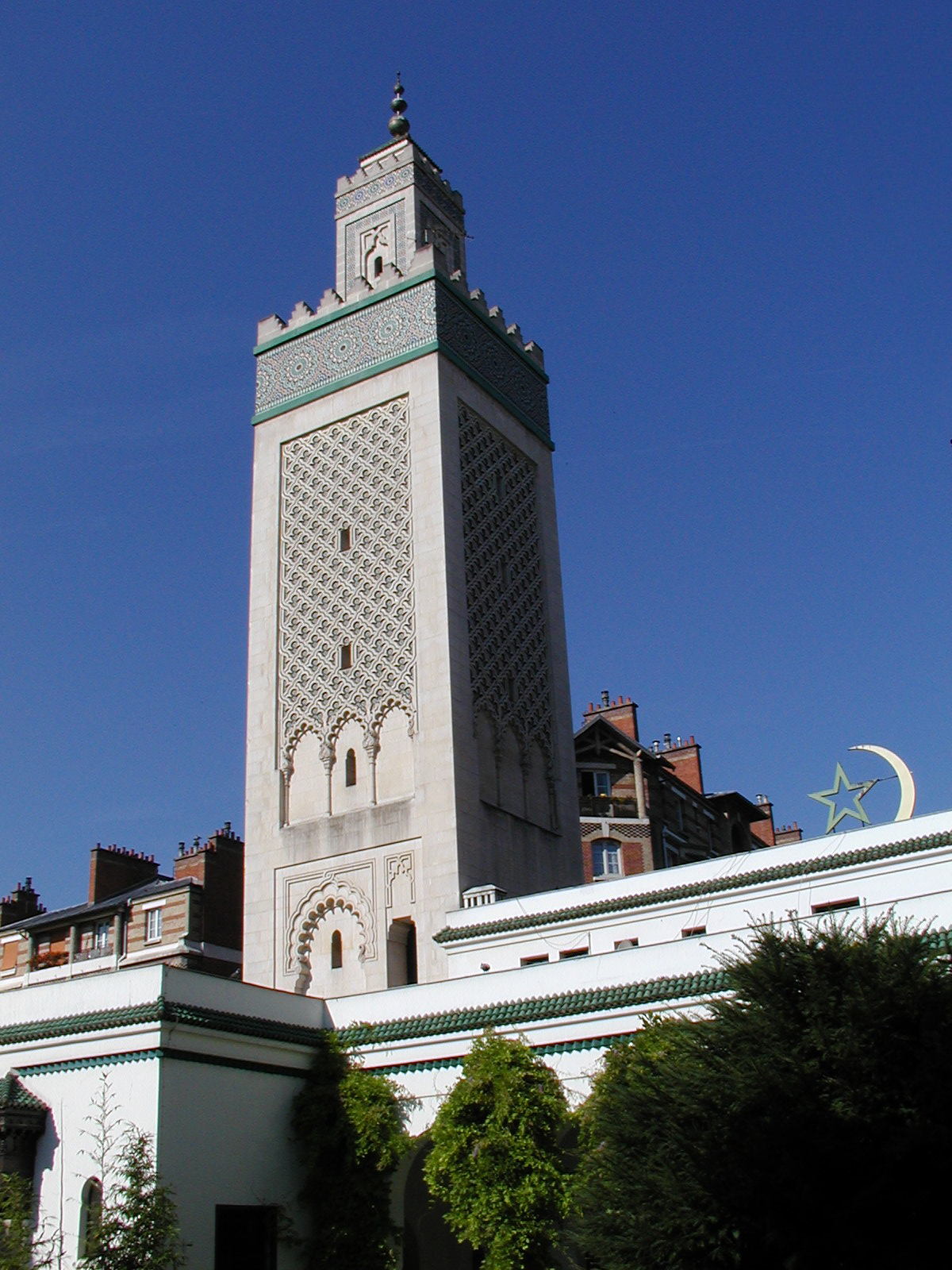
Velká mešita v Paříži byla otevřena v roce 1926

Islám ve Francii je po římskokatolickém křesťanství druhým nejrozšířenějším náboženstvím v zemi. Vyznává jej okolo 10 % obyvatel země, převážně přistěhovalců z těch bývalých kolonií Francie, kde je islám dominantním náboženstvím. V rámci Západní Evropy má Francie počet musimů nejvyšší (dále v Evropě má počet muslimů vyšší evropská část Turecka a Ruska). Většina francouzských muslimů náleží k sunnitské větvi. Navíc tu vedle obyvatel s přistěhovaleckým původem žije odhadem 100 000 francouzských konvertitů, kteří každoročně po tisících přibývají Kromě toho má francouzský zámořský departement Mayotte většinu svého domorodého obyvatelstva muslimskou.

## Historický vývoj
V zemi stojí přibližně 2500 mešit, ve srovnání se 40 000 kostely, mnohými starými celá staletí. První z dnes četných muslimských svatostánků byl otevřen v roce 1922; další přibyly hlavně v 2. polovině 20. století. Tehdy, po druhé světové válce, byly třeba čerstvé pracovní síly do boji poškozené Francie, a tak byla zahájena velkorysá imigrační politika. Noví přistěhovalci byli právě muslimové z bývalých francouzských kolonií, hlavně ze Severní Afriky. Ti se tak v průběhu desítek let začali postupně po tisících ve Francii usazovat.
Protože organizace muslimů v podstatě neexistovala, rozhodl se v roce 2002 tehdejší ministr vnitra Nicolas Sarkozy zřídit speciální organizaci s názvem Francouzský výbor muslimské víry (francouzsky Conseil Français du Culte Musulman - CFCM), jako neziskové a soukromé sdružení. To ale nemá žádný právní statut a je často centrem kritiky z různých stran. V současné době je však hlavním spolkem všech muslimů Svaz islámských organizací Francie (francouzsky Union des organizations islamiques de France).

## Kontroverze a terorismus
Francouzská muslimská komunita bývá však často terčem ultrapravicových stran (jako je například Front National) a především ukazována jako selhání Francouzů o integraci menšin (kterou největší jsou právě muslimové) do společnosti. Kolem muslimů čas od času vypukají různé kontroverze, ať to byl již zákaz nošení typicky muslimských částí oděvu (hidžáb) do státních škol, či muslimské nepokoje na předměstích francouzských měst v roce 2005.

### Islámský terorismus ve Francii
Na popularitě muslimům nepřidaly ani útoky v Montauban a Toulouse v roce 2012, spáchané radikálním islamistou. Od ledna roku 2015 přibyly další muslimské teroristické činy - útok na redakci časopisu Charlie Hebdo, útok na košer samoobsluhu v Paříži, teroristické útoky v Paříži či Nice a brutální vražda katolického kněze Jacquesa Hamela. V roce 2017 na ně navázaly útoky na místní policejní složky - útok kladivem na policistu u katedrály Notre-Dame, či útok plynovými láhvemi na policejní dodávku na hlavní třídě Champs-Élysées.
Roku 2018 byla už tak četná série teroru obohacena o útok v Carcassonne a Trèbes a na podzim roku 2020 hned od dva další - zavraždění učitele Samuela Patyho a teroristický útok v Nice 2020.
Prezident Emmanuel Macron v říjnu 2020 představil plán boje proti radikálnímu islámu.

## Školství
Katolické školy tradičně existují v nemalém počtu; škol islámských je méně. Od roku 1905 jsou všechny školy státní sekulární, neboť tehdy začalo platit oddělení církve a státu. Fungující islámské školy lze nalézt na ostrově Réunion, první muslimská střední škola pak začala fungovat v Aubervilliers, na předměstí Paříže, roku 2001; na rok 2003 pak bylo plánováno otevření dalších dvou škol. Tyto náboženské školy jsou však dostupné širší veřejnosti (na rozdíl od anglosaských zemí), neboť i přesto, že jsou soukromé, jsou dotované státem (resp. ten přispívá na platy učitelů).